# Хвойно (озеро)
Хвойно — озеро в Щукинской волости Пустошкинского района Псковской области, на границе с Вязовской волостью Новосокольнического района Псковской области России.
Площадь — 1,9 км² (193,7 га, с островами — 2,0 км² или 201,0 га). Максимальная глубина — 18,0 м, средняя глубина — 5,0 м, площадь водосбора 803,0 км².
Проточное. Через озеро с северо-запада на юг протекает река Великая.
Тип озера лещово-уклейный с ряпушкой. Массовые виды рыб: щука, окунь, плотва, лещ, ряпушка, елец, голавль, язь, гольян, линь, налим, ерш, красноперка, щиповка, верховка, вьюн, пескарь, уклея, густера, быстрянка, карась, голец, бычок-подкаменщик, девятииглая колюшка, ручьевая форель; широкопалый рак (единично).
Для озера характерны: песчано-илистое дно, камни.